# República de Crimea
La República de Crimea - Республика Крым (rus) - és una república de la Federació de Rússia que comprèn gairebé tota la península de Crimea, entre la mar Negra i la d'Azov. L'altra part de la península forma part de la Ciutat Federal de Sebastòpol, també constituït com a subjecte federal de Rússia dins el Districte Federal de Crimea.
La República de Crimea fou proclamada l'11 de març del 2014 abastant els territoris ucraïnesos de la República Autònoma de Crimea i de la ciutat especial de Sebastòpol. El 17 de març del 2014, un dia després del referèndum sobre l'estatus polític de Crimea, la república fou establerta oficialment com a Estat independent, reconegut per la Federació de Rússia, i va sol·licitar la seva adhesió a Rússia pocs minuts després. L'endemà, és a dir, el 18 de març del 2014, després de signar els acords d'adhesió de Crimea i Sebastòpol a la Federació de Rússia, es convertí en subjecte federal, una república, creant el Districte Federal de Crimea, sota sobirania russa. La ciutat de Sebastòpol s'adherí també a Rússia com a Ciutat Federal.
La República de Crimea no és reconeguda per Ucraïna ni per la comunitat internacional (excepte Rússia, Afganistan, Corea del Nord, Cuba, Nicaragua, Síria i Veneçuela), ja que es considera il·legal la seva incorporació a Rússia.
D'acord amb la Llei sobre Nous Territoris Federals, la península pot considerar-se part de Rússia des del moment de la signatura de l'acord interestatal del 18 de març.

## Història
A conseqüència de l'EuroMaidan ucraïnès i de la crisi de Crimea del 2014, el 24 de febrer, a Sebastòpol, els manifestants van escollir un nou alcalde per a la ciutat. Tres dies després, tropes russes, aleshores sense identificar, es van apoderar del Parlament de la República Autònoma de Crimea, i algunes hores més tard aquest va dur a terme una moció de censura i trià un nou primer ministre: Serguei Aksiónov; i també convocà un referèndum sobre el futur de la regió.
L'1 de març els manifestants pro-russos de la regió industrial del Donbàs (a Donetsk) van hissar també la bandera russa i escolliren Pàvel Gúbarev, líder d'una milícia popular, com a nou governador de l'óblast de Donetsk. Es van produir manifestacions pro-russes també a Khàrkiv, Odessa, Dnipropetrovsk, Luhansk, Melitòpol, Ievpatòria i Kertx, i a totes les ciutats les banderes ucraïneses foren retirades dels edificis públics, substituïdes per la bandera russa.
L'Ajuntament de la ciutat de Sebastòpol adoptà en una reunió extraordinària del 6 de març del 2014 la decisió de formar part de Rússia com a ciutat federal. Els consellers van fer referència a la seva decisió a la Carta Europea de l'Autonomia Local, les clàusules 38 i 69 de la Constitució d'Ucraïna, l'article 1 de la Convenció Internacional dels Drets Econòmics, Socials i Culturals i l'article 1 del Pacte Internacional de Drets Civils i Polítics.
El 9 de març el Govern de Crimea anuncià que controlava la majoria de les unitats militars del Ministeri de Defensa ucraïnès de la península, posant fi al control ucraïnès sobre Crimea, que a partir d'aleshores passà a formar part de la Federació de Rússia, adoptant el ruble rus com a moneda d'ús legal i substituint els mitjans de comunicació fins aleshores ucraïnesos pels actuals russos.
El mes següent, el 12 d'abril, va entrar en aplicació la Constitució de la República de Crimea, que s'havia adoptat el dia anterior. Posteriorment, el Parlament ucraïnès va declarar oficialment que Crimea i la ciutat de Sebàstopol com a 'territoris ocupats' el 15 d'abril de 2014.

## Demografia
En el cens ucraïnès del 2001 la població de l'antiga República Autònoma de Crimea va arribar als 2.033.700 habitants i Sebastòpol els 381.977 habitants. Els principals grups ètnics de la península són els russos, que representen el 60%, els ucraïnesos, que són el 24%, i els tàtars, que són el 12%. A Sebastòpol els russos constitueixen el 70% de la població. La ciutat més poblada de Crimea és Simferòpol. Quant als idiomes, el rus és la llengua predominant, amb el 97%.

## Divisió administrativa
La República de Crimea es divideix en 25 unitats territorials administratives: 14 raions (districtes) i 11 «ciutats d'importància republicana» (municipis). Malgrat que la ciutat de Sebastòpol es troba a la península de Crimea, està separada administrativament de la resta de la República, i és una de les tres ciutats federals de Rússia.

### Regions
| Número                            | Nom | Centre administratiu      | Superfície (km²) | Població (2021) | Bandera | Escut d'armes |
| Raions                            | Raions | Raions                    | Raions           | Raions          | Raions  | Raions        |
| --------------------------------- | --- | ------------------------- | ---------------- | --------------- | ------- | ------------- |
| 1                                 | Raion de Bakhtxissarai Rus: Бахчисарайский район Ucraïnès: Бахчисарайський район Tàtar de Crimea: Bağçasaray rayonı, Багъчасарай районы                    | ciutat de Bakhtxissarai   | 1.588,58         | 94.462          |         |               |
| 2                                 | Raion de Belogorsk Rus: Белогорский район Ucraïnès: Білогірський район Tàtar de Crimea: Qarasuvbazar rayonı, Къарасувбазар районы                          | ciutat de Belogorsk       | 1.893,56         | 64.484          |         |               |
| 3                                 | Raion de Djankoi Rus: Джанкойский район Ucraïnès: Джанкойський район Tàtar de Crimea: Canköy rayonı, Джанкой районы                                        | ciutat de Djankoi         | 2.666,96         | 67.618          |         |               |
| 4                                 | Raion de Kírovskoie Rus: Кировский район Ucraïnès: Кіровський район Tàtar de Crimea: İslâm Terek rayonı, Ислям Терек районы                                | PGT de Kírovskoie         | 1.208,20         | 51.636          |         |               |
| 5                                 | Raion de Krasnogvardéiskoie Rus: Красногвардейский район Ucraïnès: Красногвардійський район Tàtar de Crimea: Qurman rayonı, Къурман районы                 | PGT de Krasnogvardéiskoie | 1.765,80         | 83.134          |         |               |
| 6                                 | Raion de Krasnoperekopsk Rus: Красноперекопский район Ucraïnès: Красноперекопський район Tàtar de Crimea: Krasnoperekopsk rayonı, Красноперекопск районы   | ciutat de Krasnoperekopsk | 1.230,96         | 26.642          |         |               |
| 7                                 | Raion de Lénino Rus: Ленинский район Ucraïnès: Ленінський район Tàtar de Crimea: Yedi Quyu rayonı, Еди Къую районы                                         | PGT de Lénino             | 2.918,61         | 60.327          |         |               |
| 8                                 | Raion de Nijnegorski Rus: Нижнегорский район Ucraïnès: Нижньогірський район Tàtar de Crimea: Seyitler rayonı, Сейитлер районы                              | PGT de Nijnegorski        | 1.212,43         | 43.239          |         |               |
| 9                                 | Raion de Pervomaiski Rus: Первомайский район Ucraïnès: Первомайський район Tàtar de Crimea: Curçı rayonı, Джурчы районы                                    | PGT de Pervomàiskoie      | 1.474,35         | 31.684          |         |               |
| 10                                | Raion de Razdólnoie Rus: Раздольненский район Ucraïnès: Роздольненський район Tàtar de Crimea: Aqşeyh rayonı, Акъшейх районы                               | PGT de Razdólnoie         | 1.231,38         | 29.191          |         |               |
| 11                                | Raion de Saki Rus: Сакский район Ucraïnès: Сакський район Tàtar de Crimea: Saq rayonı, Сакъ районы                                                         | ciutat de Saki            | 2.257,47         | 77.325          |         |               |
| 12                                | Raion de Simferòpol Rus: Симферопольский район Ucraïnès: Сімферопольський район Tàtar de Crimea: Aqmescit rayonı, Акъмесджит районы                        | ciutat de Simferòpol      | 1.752,53         | 168.161         |         |               |
| 13                                | Raion de Sovetski Rus: Советский район Ucraïnès: Совєтський район Tàtar de Crimea: İçki rayonı, Ички районы                                                | PGT de Sovetski           | 1.079,44         | 30.924          |         |               |
| 14                                | Raion de Txernomórskoie Rus: Черноморский район Ucraïnès: Чорноморський район Tàtar de Crimea: Aqmeçit rayonı, Акъмечит районы                             | PGT de Txernomórskoie     | 1.508,63         | 30.339          |         |               |
| Ciutats d'importància republicana | |                           |                  |                 |         |               |
| 15                                | Aluixta Rus: Алушта Ucraïnès: міський округ Алушта Tàtar de Crimea: Aluşta şeer bölgesi, Алушта шеэр больгеси                                              | ciutat d'Aluixta          | 599,90           | 56.112          |         |               |
| 16                                | Armiansk Rus: Армянск Ucraïnès: міський округ Армянськ Tàtar de Crimea: Ermeni Bazar şeer bölgesi, Эрмени Базар шеэр больгеси                              | ciutat d'Armiansk         | 162,42           | 22.909          |         |               |
| 17                                | Djankoi Rus: Джанкой Ucraïnès: міський округ Джанкой Tàtar de Crimea: Canköy şeer bölgesi, Джанкой шеэр больгеси                                           | ciutat de Djankoi         | 25,92            | 37.014          |         |               |
| 18                                | Ievpatòria Rus: Евпатория Ucraïnès: міський округ Євпаторія Tàtar de Crimea: Кезлев шеэр больгеси, Kezlev şeer bölgesi                                     | ciutat de Ievpatòria      | 65,47            | 121.647         |         |               |
| 19                                | Kertx Rus: Керчь Ucraïnès: міський округ Керч Tàtar de Crimea: Keriç şeer bölgesi, Керич шеэр больгеси                                                     | ciutat de Kertx           | 107,63           | 154.621         |         |               |
| 20                                | Krasnoperekopsk Rus: Красноперекопск Ucraïnès: міський округ Краснопереко́пськ Tàtar de Crimea: Krasnoperekopsk şeer bölgesi, Красноперекопск шеэр больгеси | ciutat de Krasnoperekopsk | 22,42            | 25.569          |         |               |
| 21                                | Saki Rus: Саки Ucraïnès: міський округ Саки Tàtar de Crimea: Saq şeer bölgesi, Сакъ шеэр больгеси                                                          | ciutat de Saki            | 28,74            | 24.285          |         |               |
| 22                                | Simferòpol Rus: Симферополь Ucraïnès: міський округ Сімферополь Tàtar de Crimea: Aqmescit şeer bölgesi, Акъмесджит шеэр больгеси                           | ciutat de Simferòpol      | 107,41           | 360.260         |         |               |
| 23                                | Sudak Rus: Судак Ucraïnès: міський округ Судак Tàtar de Crimea: Sudaq şeer bölgesi, Судакъ шеэр больгеси                                                   | ciutat de Sudak           | 539,45           | 34.584          |         |               |
| 24                                | Feodòssia Rus: Феодосия Ucraïnès: міський округ Феодосія Tàtar de Crimea: Kefe şeer bölgesi, Кефе шеэр больгеси                                            | ciutat de Feodòssia       | 350,42           | 100.516         |         |               |
| 25                                | Ialta Rus: Ялта Ucraïnès: міський округ Ялта Tàtar de Crimea: Yalta şeer bölgesi, Ялта шеэр больгеси                                                       | ciutat de Ialta           | 282,90           | 137.947         |         |               |